# 上島町
上島町（日语：／ Kamijima chō */?）是位於日本愛媛縣東北部的町，隸屬於越智郡。轄區位於瀨戶內海上，並由藝予群島中的上島諸島和魚島群島組成。上島町在江戶時代作為瀨戶內海上的交通要衝而繁榮，現今在經濟活動上較依賴廣島縣尾道市的因島。而當地也是日本最美麗的村莊聯盟的成員之一。位於東南方的高井神島近年來則以「漫畫之島」而聞名。

## 地理
上島町由藝予群島中的上島諸島和魚島群島組成，轄區內共有7座有人島與18座無人島，並且多位於瀨戶內海國立公園的範圍內。其中弓削島、生名島、岩城島、魚島與高井神島上皆坐落著海拔100至300公尺的山岳，且多為地勢陡峭的山地，僅少部分為地勢較平緩的平地。

### 氣候
上島町屬於瀨戶內海式氣候，夏涼冬暖且降雨量較少，冬季則幾乎沒有降雪。根據統計，2019年上島町的年均溫為17.3℃，年降雨量則為692.5毫米。當地的降雨集中在7月，2月則為降雨量最少的月份。

## 歷史
位於弓削島上的弓削島莊遺跡據信為平安時代後期設置在島上的莊園。該莊園在史料中的最早紀錄可追溯至保延元年（1135年）6月3日伊予守藤原忠隆的文書當中。而文書中的內容顯示弓削島莊的成立應與鳥羽天皇的近臣有關。延應元年（1239年），弓削島莊被寄進給京都的東寺，並將當地生產的鹽供應給東寺。而該莊園的遺跡則於近代被指定為日本的史跡。
當地在江戶時代分別為松山藩和今治藩的領地。由於上島地區地處瀨戶內海東西往來的航道上，以及位於周邊地區的大名在參勤交代時的交通要道上，因此當地相當盛行商業和迴船相關的產業，並且繁榮一時。
明治22年（1889年）4月1日，日本在當地實施町村制，並設置弓削村、岩城村與生名村。明治29年（1896年）9月12日，魚島從弓削村分離並設置魚島村。昭和28年（1956年）1月1日，弓削村改制成弓削町。平成16年（2004年）10月1日，弓削町、生名村、岩城村與魚島村合併成現今的上島町。
2001年3月24日的藝予地震在上島町引發震度4至5強的地震，並造成當地共1人死亡、7人重傷、2棟住宅全毀與40棟住宅全毀。

### 變遷表
| 1889年4月1日 | 1889年 - 1926年          | 1926年 - 1954年     | 1955年 - 1989年     | 1989年 - 現在              | 現在                       |
| ------------ | ------------------------ | ------------------- | ------------------- | -------------------------- | -------------------------- |
| 弓削村       | 弓削村                   | 1953年1月1日 弓削町 | 1953年1月1日 弓削町 | 2004年10月1日 合併為上島町 | 2004年10月1日 合併為上島町 |
| 弓削村       | 1896年9月12日 魚島村分村 |                     |                     | 2004年10月1日 合併為上島町 | 2004年10月1日 合併為上島町 |
| 生名村       |                          |                     |                     | 2004年10月1日 合併為上島町 | 2004年10月1日 合併為上島町 |
| 岩城村       |                          |                     |                     | 2004年10月1日 合併為上島町 | 2004年10月1日 合併為上島町 |

## 人口
上島町的家庭戶數與每戶的人口數隨著當地人口逐年減少而出現下降的趨勢。而町內的高齡人口比例也呈現上升的趨勢。根據日本2020年的國勢調查統計顯示，上島町的高齡人口占比率為45.4%，遠高於同年愛媛縣與日本全國的比例。其中生名地區的高齡人口占比率更達到50.7%。
| 上島町人口分布圖 |                                               |  |
| 上島町與日本全國年齡別人口分布比較圖 （2005年資料） | 上島町的年齡、男女別人口分布圖 （2005年資料） |  |
| ■紫色是上島町 ■綠色是全国 | ■藍色是男性 ■紅色是女性                       |  |
| 上島町人口變化 \| 1970年 \| 13,572人 \| \| \| 1975年 \| 13,645人 \| \| \| 1980年 \| 12,669人 \| \| \| 1985年 \| 12,113人 \| \| \| 1990年 \| 10,442人 \| \| \| 1995年 \| 9,380人 \| \| \| 2000年 \| 8,605人 \| \| \| 2005年 \| 8,098人 \| \| \| 2010年 \| 7,648人 \| \| \| 2015年 \| 7,135人 \| \| \| 2020年 \| 6,509人 \| \| |                                               |  |
| 資料來源：日本總務省統計中心提供之人口普查數據 |                                               |  |
| 1970年 | 13,572人                                      |  |
| 1975年 | 13,645人                                      |  |
| 1980年 | 12,669人                                      |  |
| 1985年 | 12,113人                                      |  |
| 1990年 | 10,442人                                      |  |
| 1995年 | 9,380人                                       |  |
| 2000年 | 8,605人                                       |  |
| 2005年 | 8,098人                                       |  |
| 2010年 | 7,648人                                       |  |
| 2015年 | 7,135人                                       |  |
| 2020年 | 6,509人                                       |  |

## 經濟
根據日本2015年的國勢調查統計，上島町的就業人口中有9.1%從事第一級產業，34.3%的就業人口從事第二級產業，其餘的56.6%則從事第三級產業。當地利用瀨戶內海特有的氣候種植溫州蜜柑和檸檬等水果。但近年來上島町的第一級產業面臨勞動力缺乏與農產品銷售價格低迷等問題。而當地因四面環海，因此也相當盛行漁業。其中魚島群島的核心產業為利用定置網和蛸壺捕撈漁獲的漁業，其餘地區則逐漸轉變成養殖藻類、蝦、扁口魚與真鯛等海產為主的漁業。但近年來受到環境變化的影響，漁獲量出現減少的傾向，養殖漁業的產量也相當不穩定。
上島町的製造業以造船業為中心，並在日本戰後經濟奇蹟時期作為支撐島嶼發展的重要產業。截至2012年，町內的22家企業中就有10家從事與造船相關的產業，而當地從事製造業的就業人口中也多為從事造船業的勞動人口。上島町的自然資源也吸引許多觀光客前來。根據統計，2011年至2015年當地每年約有18.9萬至23.1萬名遊客到訪。

## 教育
上島町內共有5所小學校、4所中學校與1所高等學校（愛媛縣立弓削高等學校）。

## 交通
由於上島町全區皆位於瀨戶內海上，因此交通上多仰賴連接各島嶼的縣道，以及往返當地與廣島縣尾道市和三原市的渡輪航班。其中弓削島與佐島透過弓削大橋連接，佐島與生名島透過生名橋連接，生明島與岩城島則透過岩城橋連接。

## 外部連結
- （日語） 瀨戶內上島旅程 （页面存档备份，存于）